# Милан Рашић (одбојкаш)
Милан Рашић (Зајечар, 2. фебруар 1985) је српски одбојкаш. Висок је 205 cm и игра на позицији средњег блокера у француском Кану. 

## Играчка каријера

### Клупска каријера
Рашић је првих девет година каријере - четири у млађим категоријама и пет у првом тиму - провео у Црвеној звезди, са којом је био првак (2007/08) и побједник Купа Србије (2008/09).
Године 2010. је, на позив тадашњег селектора репрезентације Србије, Игора Колаковића, прешао у словеначки АЦХ Волеј. У Бледу се задржао три и по сезоне и, за то вријеме, освојио осам трофејаː по три титуле државног првака (2010/11, 2011/12, 2012/13) и побједника националног купа (2010/11, 2011/12, 2012/13), као и двије титуле побједника регионалне МЕВЗА лиге (2010/11, 2012/13).
Од јануара 2014. наступа за француски Кан.

### Репрезентативна каријера
Гроф је дебитовао за орлове 2009. године, а прво велико такмичење на ком је наступао било је Свјетско првенство 2010. Ту је пала прва медаља - и то бронзана. 
Током наредне три године, Рашић је био стандардни репрезентативац и, као такав, освојио је златну (2011) и бронзану (2013) медаљу на европским првенствима, а учествовао је и на Олимпијским играма 2012.
Мјесто у првој постави је - за све четири године Рашићевог присуства у репрезентацији - остало недостижно, а сазријевање млађих играча, првенствено Лисинца и Околића, удаљило је грофа од националног тима. 